# Виноградовка (Москаленский район)
Виноградовка — деревня в Москаленском районе Омской области России. Входит в состав Тумановского сельского поселения. Население 130 чел. (2010) .

## История
В соответствии с Законом Омской области от 30 июля 2004 года № 548-ОЗ «О границах и статусе муниципальных образований Омской области» деревня вошла в состав образованного муниципального образования «Тумановское сельское поселение».

## География
Виноградовка находится на юго-западе центральной части региона, в пределах Ишимской равнины, являющейся частью Западно-Сибирской равнины.

## Население
| 2010 |
| ---- |
| 130  |

Гендерный состав
По данным Всероссийской переписи населения 2010 года в гендерной структуре населения из 130 человек мужчин — 66, женщин — 64 (50,8 и 49,2 % соответственно)
Национальный состав
Согласно результатам переписи 2002 года, в национальной структуре населения русские составляли 80 % от общей численности населения в 154 чел..

## Инфраструктура
Личное подсобное хозяйство.

## Транспорт
Просёлочные дороги.